# Hans Künzi
Hans Paul Künzi (Olten, 30 de janeiro de 1924 – Zurique, 16 de novembro de 2004) foi um matemático e político suíço. Foi professor da Universidade de Zurique e do Instituto Federal de Tecnologia de Zurique, responsável como conselheiro do Cantão de Zurique pela construção da S-Bahn Zürich.
Hans Künzi estudou matemática no Instituto Federal de Tecnologia de Zurique, onde obteve um doutorado em 1949, orientado por Albert Pfluger, com a tese Der Fatou’sche Satz für harmonische und subharmonische Funktionen in n-dimensionalen Kugeln. Em 1955 obteve a habilitação (Neue Beiträge zur geometrischen Wertverteilungstheorie).
Adquiriu o primeiro computador da Universidade de Zurique.

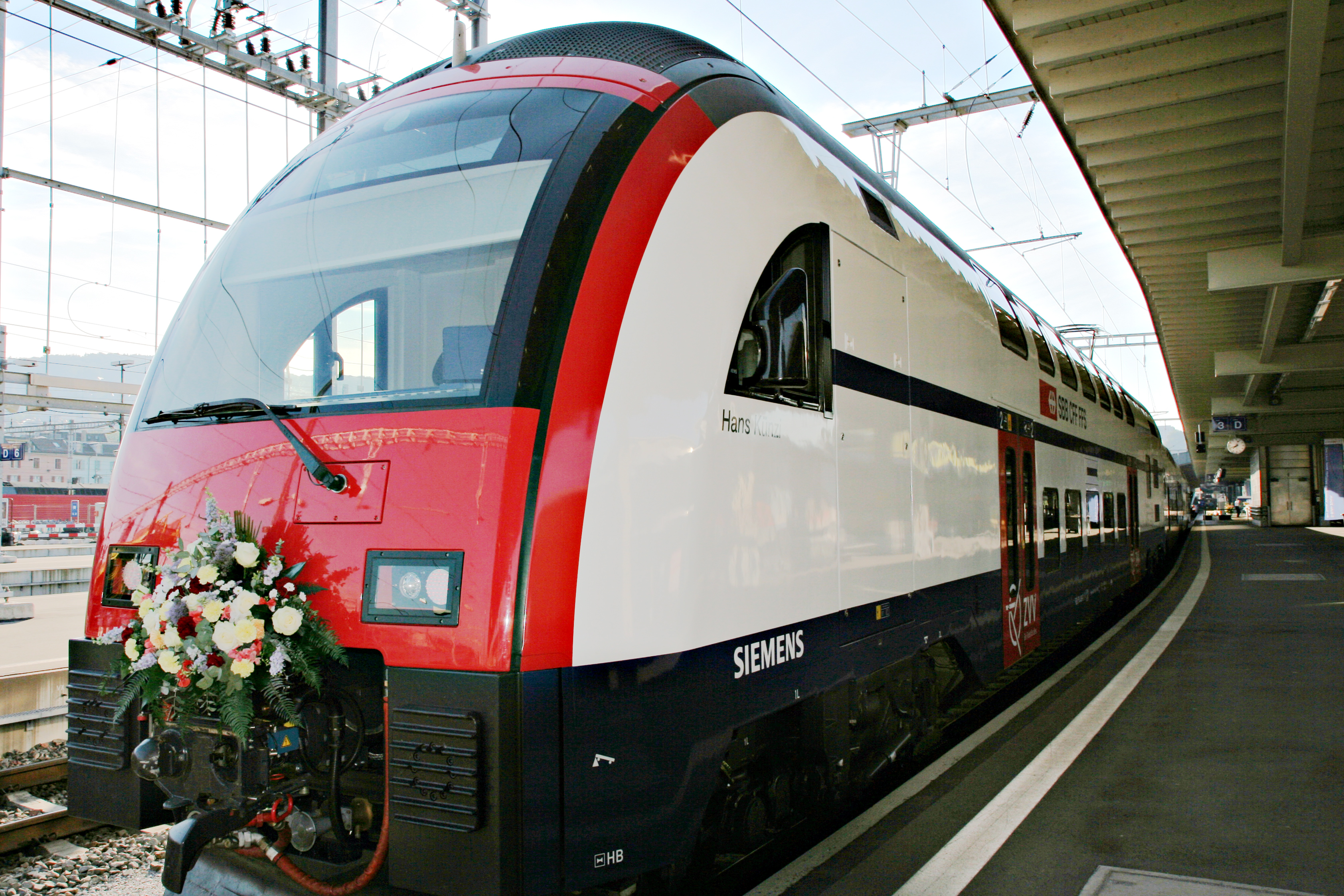
S-Bahn Zug 514 006 «Hans Künzi»

## Obras
- Nichtlineare Programmierung, Springer Verlag 1975, 2. Auflage 1979
- Einführung in die mathematische Optimierung, Verlag Industrielle Organisation, Zürich 1969
- com Martin J. Beckmann: Mathematik für Ökonomen, 2 Bände, Springer Verlag 1969
- com Rudolf Henn: Einführung in die Unternehmensforschung, 2 Bände, Springer Verlag, Heidelberger Taschenbücher 1968
- com Werner Oettli: Nichtlineare Optimierung. Neuere Verfahren, Springer Verlag 1969
- Lineare Optimierung großer Systeme, Springer Verlag 1966
- Einführungskursus in die dynamische Programmierung, Springer Verlag 1968
- Numerische Methoden der mathematischen Optimierung: mit Algol und Fortran Programmen, Teubner 1966
- Nichtlineare Programmierung, Springer Verlag 1962
- Lineare Programmierung, Verlag Industrielle Organisation, Zürich 1958
- Quasikonforme Abbildungen, Springer Verlag, Ergebnisse der Mathematik und ihrer Grenzgebiete, 1960
- Lineare und nichtlineare Optimierung, in Robert Sauer, István Szabó: Die mathematischen Hilfsmittel des Ingenieurs, Volume 3, Springer Verlag 1968
- Zürichs öffentlicher Verkehr und seine S-Bahn, Neujahrsblatt der Gelehrten Gesellschaft Zürich. Beer, Zürich 1998, ISBN 3-906262-10-3.